# Rejon kozulski
Rejon kozulski (ros. Козу́льский райо́н, Kozulskij rajon) – rejon administracyjny i komunalny Kraju Krasnojarskiego w Rosji. Stolicą rejonu jest osiedle typu miejskiego Kozulka, której ludność stanowi 47,9% populacji rejonu. Został on utworzony 4 kwietnia 1924 roku.

## Położenie
Rejon ma powierzchnię 5 035 km² i znajduje się w południowo-zachodniej części Kraju Krasnojarskiego, granicząc na północny z rejonem biriluskim, na wschodzie z rejonem jemielianowskim, na południu z rejonem bałachtińskim, na zachodzie z rejonem nazarowskim, rejonem aczyńskim i rejonem bolszeułujskim.
Przez rejon przebiega droga magistralna M53.
Przez rejon przechodzi także główna linia kolei transsyberyjskiej..

## Ludność
W 1989 roku rejon ten liczył 22 076 mieszkańców, w 2002 roku 19 010, a w 2010 roku 16 688.

## Podział administracyjny
Administracyjnie rejon  dzieli się na dwa osiedla typu miejskiego: Kozulka (Козулька) i Nowocziernorieczeńskij (Новочернореченский) i 5 sielsowietów.